# Thecla murex
Thecla murex är en fjärilsart som beskrevs av Druce 1907. Thecla murex ingår i släktet Thecla och familjen juvelvingar. Inga underarter finns listade i Catalogue of Life.